# 抚松县
抚松县是中国吉林省白山市下辖的一个县。县政府驻松江河镇。长白山机场建于县境內。

## 历史
清宣统元年十月二十日（1909年12月2日），东三省总督锡良、奉天巡抚程德奏请，拟在长白山岗后设县治。十二月初六（1910年1月16日）旨准立县，县治在“双甸子”，取名双甸县。宣统二年七月十九日（1910年8月23日）更名抚松县，隶于奉天省。

## 人口
截至2021年末，抚松县户籍总人口27.0869万人，比上年年末减少4241人，同比下降1.5%。其中，城镇人口20.0094万人，比上年减少3147人，同比下降1.5%，户籍人口城镇化率73.9%，与上年持平。

## 地理
抚松地处长白山腹心地带，地势东南高、西北低，境内最高处为长白山白云锋，海拔2691米，最低点是兴参镇两江口，海拔307.9米，平均海拔618米。有东岗、西岗、北岗、龙岗（老岭）四条山脉，都是百里以上的长白山支脉，呈东南-西北走向。属寒温带湿润气候。气温自西南向东北递减，年均温3.8℃。降水量充沛，年均800毫米。

## 行政区划
抚松县下辖11个镇、3个乡，以及长白山保护开发区管辖的2个县级行政管理区：
抚松镇、松江河镇、泉阳镇、露水河镇、仙人桥镇、万良镇、新屯子镇、东岗镇、漫江镇、北岗镇、兴参镇、长白山保护开发区池西区特殊乡镇、长白山保护开发区池南区特殊乡镇、兴隆乡、抽水乡、沿江乡、泉阳林业局、松江河林业局和露水河林业局。

## 资源
- 抚松是中国人参之乡，有440多年的栽培历史，是长白山人参的主产地，人参面积、产量均居全国之首。
- 抚松是矿泉水富集区，已探明的矿泉水水源地56处，水质优良，种类多样，环境优越。

## 交通
- 201国道过境。